# SV Wiesbaden 1899
SV Wiesbaden 1899 is een Duitse voetbalclub uit de Hessische hoofdstad Wiesbaden. De club was tot 1942 actief op het hoogste niveau en speelde tot 1994 in de derde klasse maar zakte inmiddels weg naar de laagste reeksen.

## Geschiedenis
In 1899 werd er bij de turnclub Wiesbadener Turngesellschaft een voetbalafdeling opgericht. Op 23 november 1904 verlieten de voetballers de club en richtten hun eigen club op SV Wiesbaden 1899. In de eerste decennia na de oprichten behoorde de club tot de subtop van de Zuid-Duitse voetbalbond. In 1905/06 plaatste de club zich voor het eerst voor de Zuid-Duitse eindronde. De club werd tweede in zijn groep achter 1. Hanauer FC 93. Ook het volgende seizoen plaatste de club en werd nu derde.
Vanaf 1909/10 speelde de club in de Nordkreisliga. Na een vicetitel achter FC Viktoria 94 Hanau werd de club in 1910/11 kampioen. In de finaleronde met de andere groepswinnaars werd de club echter laatste. De volgende twee seizoenen eindigde de club in de middenmoot en dan werd nog een vicetitel bereikt achter Frankfurter FV.
Door de Eerste Wereldoorlog werd de Zuid-Duitse eindronde ingekrompen. Na de oorlog speelde de club in de Hessense competitie en werd meteen vicekampioen achter stadsrivaal Germania. Na een plaats in de middenmoot ging de competitie in 1921 op in de Rijnhessen-Saarcompetitie, die eerst uit vier reeksen bestond en over twee seizoenen werd teruggebracht naar één reeks. De club werd groepswinnaar en won ook de Hessense finale van FC Alemannia 05 Worms, maar verloor in de beslissende fase van Borussia VfB Neunkirchen. Ook de volgende twee seizoenen was het Neunkirchen dat de club uit de eindronde hield. In 1924/25 plaatste de club zich wel nog voor de eindronde, maar werd hier weer laatste. Hierna zakte de club weg in de middenmoot. In 1930 en 1931 plaatste de club zich als derde wel nog voor de eindronde, maar kon hierin geen potten breken.
In 1933 kwam de Nationaalsocialistische Duitse Arbeiderspartij aan de macht in Duitsland. Zij hervormden de competitie. De overkoepelende voetbalbonden en hun talloze competities werden afgevoerd. Er werden 16 Gauliga's ingevoerd. Dit leek nog veel, maar was al een stuk minder dan de bijna 80 hoogste klassen die er in 1932/33 bestonden in het Duitse Rijk. Wiesbaden werd in de nieuwe Gauliga Südwest-Mainhessen ingedeeld. Na één seizoen degradeerde de club. Na twee seizoenen in het vagevuur promoveerde de club weer. Wiesbaden vocht meestal tegen de degradatie, maar kon het behoud toch elk seizoen verzekeren.
In 1941 werd de Gauliga om oorlogsredenen verder opgedeeld en de club ging nu in de Gauliga Hessen-Nassau spelen en nam de naam Kampf SG Wiesbaden aan. Na één seizoen degradeerde de club.
Na de oorlog duurde het even voor de club zijn team weer op de rails had. Vanaf 1950 speelde de club in de 2. Liga Süd, de tweede klasse van de Oberliga Süd, een van de vijf hoogste klassen. In 1962 degradeerde de club naar de Amateurliga Hessen, de derde klasse. In 1964 en 1965 bereikte de club de finale om het Duitse amateurkampioenschap en verloor beide keren van de amateurploeg van Hannover 96. In 1967 promoveerde de club naar de Regionalliga Süd, maar degradeerde al na één seizoen. Door financiële problemen degradeerde de club in 1970 naar de Landesliga Südhessen, maar kon na één seizoen terugkeren naar de Amateurliga en verbleef daar tot deze opgeheven werd in 1978. Wiesbaden kwalificeerde zich niet voor de Amateur-Oberliga en degradeerde naar de Bezirksklasse. Het duurde tot 1982 vooraleer de club naar de Oberliga promoveerde. Na drie seizoenen degradeerde de club, maar kon de afwezigheid in de Oberliga tot één seizoen beperken.
Wiesbaden speelde tot 1994 in de Oberliga Hessen, maar door een investeerder die zijn verplichtingen aan de club niet nakwam belandde de club in een financiële crisis. De club moest ondanks een twaalfde plaats zijn elftal terugtrekken uit de Oberliga. Een faillissement kon net afgewend worden, maar de club moest opnieuw beginnen in de laagste speelklasse.
In 2004 was de club na tien jaar terug opgeklommen tot de Landesliga, maar de club kon dit niveau niet behouden en degradeerde naar de Gruppenliga Wiesbaden. In 2011 promoveerde de club naar de Verbandsliga en in 2013 naar de Hessenliga. In 2016 trok de club zich ondanks een zevende plaats vrijwillig terug uit de Oberliga wegens financiële problemen. In 2024 bereikte men opnieuw de Verbandsliga.

## Erelijst
Kampioen Rijnhessen-Saar
1925